# Askungens tre önskningar

För filmen från 1973, se Askungen och de tre nötterna.  
Askungens tre önskningar (norska: Tre nøtter til Askepott) är en norsk julfilm från 2021 regisserad av Cecilie Mosli. Filmen är en nyinspelning av den östtysk-tjeckoslovakiska filmen med samma namn från 1973, som i sig bygger på en saga skriven av Božena Němcová från 1900-talet. Filmen handlar om Askungen och hennes kamp om frigörelse från sin onda styvmor.
I huvudrollerna syns Astrid Smeplass som Askepott och Cengiz Al som prinsen.
Filmen blev den näst mest sedda filmen i Norge 2021 med drygt 570 000 sålda biljetter efter James Bond-filmen No Time to Die. I december 2021 var filmen den tionde mest sedda norska filmen sedan 2003. Filmen vann två priser under Amandaprisen 2022: bästa barnfilm och bästa kostymer till Flore Vauville. Dessutom nominerades filmen i kategorierna bästa kvinnliga biroll till Ellen Dorrit Petersen, bästa smink till Asta Hafthorsdottir och Folkets Amanda.

## Handling
Askungen bor med sin styvmor och hennes dotter Dora i en avsides by i norr eftersom Askungens båda föräldrar är döda. Medan kungaparet är på besök i området träffar Askungen utan att veta det prinsen på en ridtur. Men den romantiska stämningen mellan de två förstörs av prinsens två ädla kompanjoner, för att gå på jakt med prinsen. Under tiden tar kungaparet farväl av styvmodern och dottern Dora och inviterar de båda till bal vid det kungliga slottet. På balen ska prinsen välja sig en brud han snart ska gifta sig med, något han själv får reda på på morgonen.
Hemma på gården skickar styvmodern tjänaren Alfred in till stan för att hyra någon som kan klä upp hennes dotter Dora inför balen. Alfred frågar Askungen om hon vill att han ska ta med något till henne, och Askungen ber honom ta med det han kan få tag på. Detta visar sig att vara ett fågelbo med tre hasselnötter i, som prinsen för skojs skull skjuter ner från ett träd över Alfred i sin släde. Medan den arrogante baronen von Snauser tar sig an Dora, upptäcker Askungen den första hasselnötens magiska innehåll: en kappa och andra kläder hon kan ha på sig under jakten. Med dessa kläder träffas Askungen och prinsen (samt hans två kompanjoner) och visar upp sin duglighet med pil och båge.
Efter att ha skjutit ner en duva ger prinsen henne en ring med hans eget sigill på som pris, som han tidigare fått från sin far för att ge till sin framtida brud. På balen avslöjas styvmoderns och Doras mindre rika förhållanden och de gör sig till åtlöje när de presenteras för kungaparet. Under balen klär Askungen ut sig med en slöja, men prinsen känner inte igen henne. Både kungaparet och flera andra lägger snart märke till den romantiska laddningen mellan Askungen och prinsen. Men Askungen ser styvmoderns granskande blick och flyr från balen. Askungen kommer undan och lämnar bara kvar en av sina skor.
Prinsen börjar leta efter henne och kommer till slut fram till styvmoderns bostad. Men han känner inte igen Askungen. Prinsen kungör att han bara önskar gifta sig med kvinnan som den förlorade balettskon passar till. Styvmoderns har låst in Askungen för att gömma henne så att prinsen ska lova att gifta sig med Dora i förklädnad.

## Rollista
| Roll              | Skådespelare          | Svensk röst           |
| ----------------- | --------------------- | --------------------- |
| Askungen          | Astrid Smeplass       | Hanna Bhagavan        |
| prinsen           | Cengiz Al             | Felix von Bahder      |
| styvmodern        | Ellen Dorrit Petersen | Annelie Berg Bhagavan |
| kungen            | Thorbjørn Harr        | Jakob Stadell         |
| privatlärare      | Nils Jørgen Kaalstad  |                       |
| tjänare           | Kristofer Hivju       |                       |
| Alfred            | Bjørn Sundquist       | Claes Ljungmark       |
| baron von Snauser | Nader Khademi         | Jesper Adefelt        |
| Rosa              | Anne Marit Jacobsen   | Irene Lindh           |
| härolden          | Jonis Josef           |                       |
| styvsystern Dora  | Ingrid Giæver         | Carla Abrahamsen      |
| Bendik            | Sjur Vatne Brean      | Ludvig Törner         |
| Sami              | Arthur Hakalahti      | Joakim Tidermark      |
| drottningen       | Nasrin Khusrawi       | Jasmine Heikura       |

### Svenska röster
- Övriga röster: Anders Öjebo, Dominique Pålsson Wiklund, Mattias Knave
- Översättare – Amanda Renberg
- Regissör / inspelningstekniker – Alicia Åberg
- Mixtekniker – John Strandskov
- Svensk version producerad av Iyuno-SDI Group[15]

## Inspelning
Delar av filmen är inspelade på ett medeltidslott i staden Trakai i Vilnius och inomhusscenerna i en studio i Litauen. Andra inspelningsplatser är Maihaugen och Sjodalen i Norge.

## I annan media
Ett julhäfte för barn med motiv från filmen utgavs av Egmont Kids Media Nordic inför julen 2021. Författare och illustratör är Haakon W. Isachsen och Bjørnar K. Mejslar.